# 薩凡納鎮區 (明尼蘇達州貝克縣)
薩凡納鎮區（英語：Savannah Township）是位於美國明尼蘇達州貝克縣的一個行政鎮區。

## 地方資料
薩凡納鎮區的面積為94.70平方千米，當中陸地面積為88.90平方千米，而水域面積為5.80平方千米。根據2020年美國人口普查的數據，當地共有人口178人，而人口密度為每平方千米1.88人。